# Mesochorus takizawai
Mesochorus takizawai är en stekelart som beskrevs av Kusigemati 1985. Mesochorus takizawai ingår i släktet Mesochorus och familjen brokparasitsteklar. Inga underarter finns listade i Catalogue of Life.